# Augentrost
Augentrost (Euphrasia) ist eine Pflanzengattung in der Familie der Sommerwurzgewächse (Orobanchaceae). Die über 350 Arten sind fast weltweit verbreitet, mit einem Schwerpunkt auf der Nordhalbkugel.

## Beschreibung und Ökologie
Die Euphrasia-Arten wachsen als einjährige bis ausdauernde krautige Pflanzen. Die Laubblätter sind gegenständig angeordnet. Die Euphrasia-Arten sind Halbschmarotzer, die mit Hilfe von Saugwurzeln dem Xylem der Wirtswurzeln Wasser und Nährsalze entziehen. Sie können im Gegensatz zu anderen Halbschmarotzern auch leben, ohne zu parasitieren. Die Samen keimen nur im chemischen Einflussbereich des Wirts.

## Systematik und Verbreitung

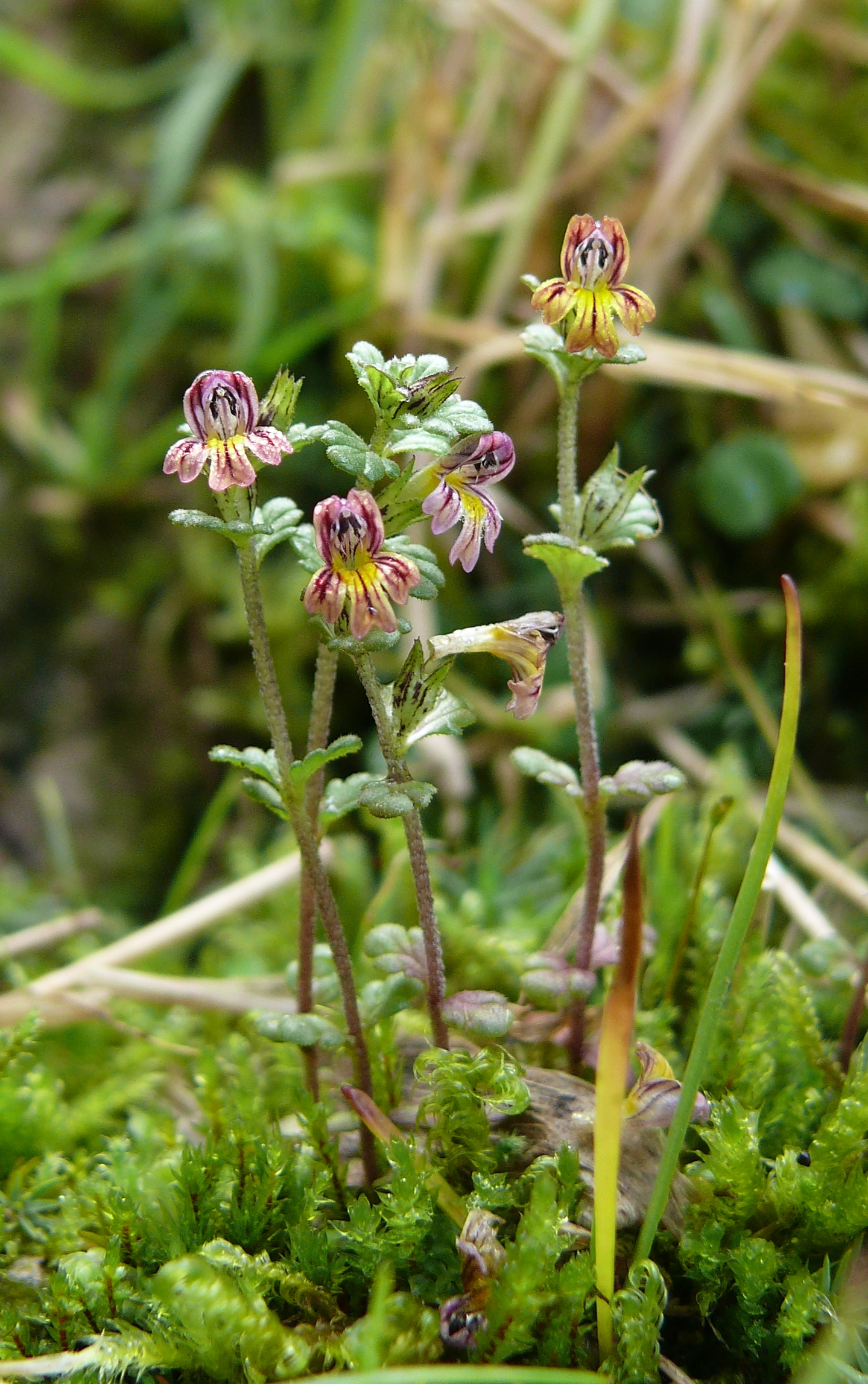
Zottiger Augentrost (Euphrasia hirtella)

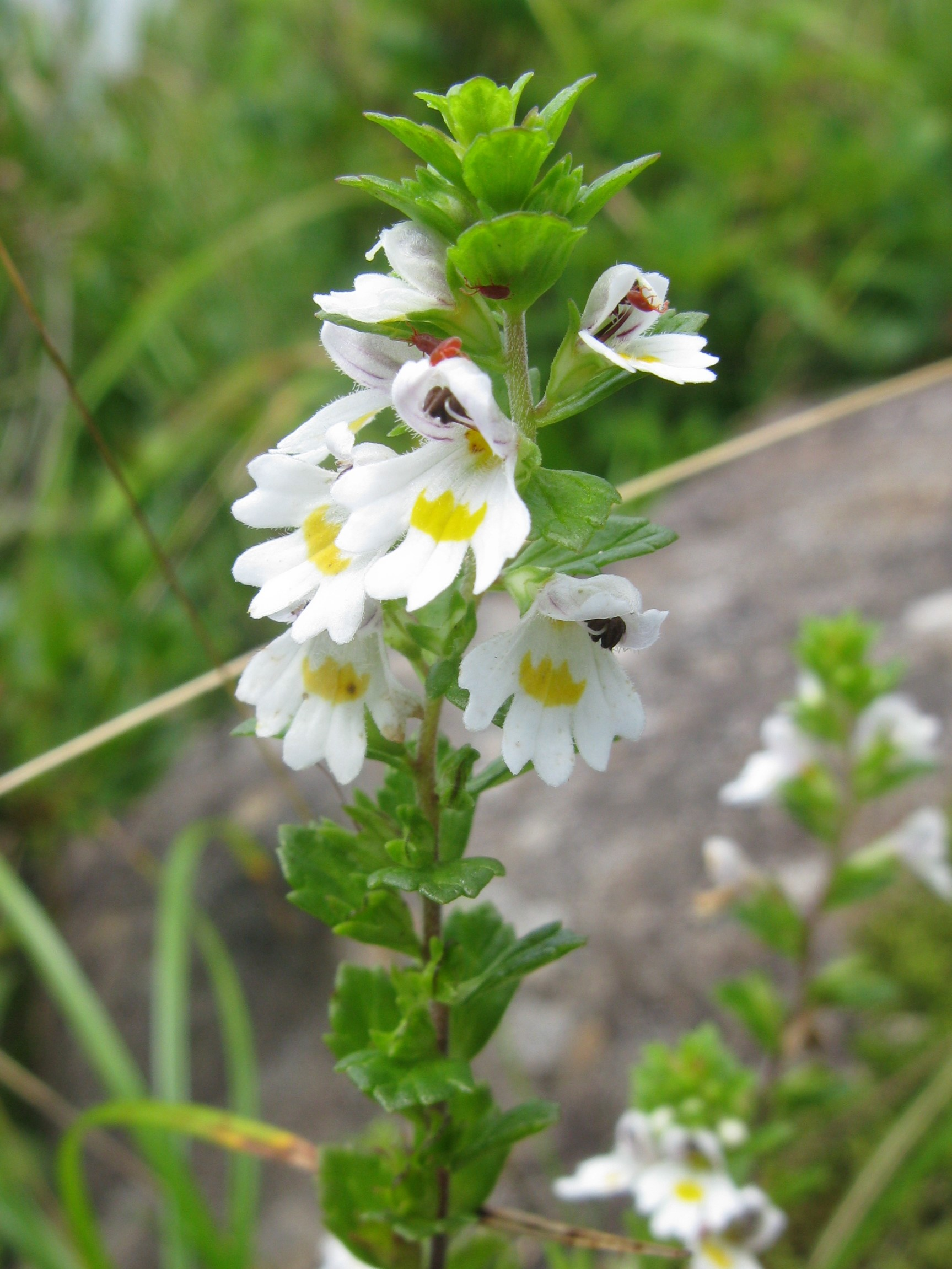
Euphrasia insignis

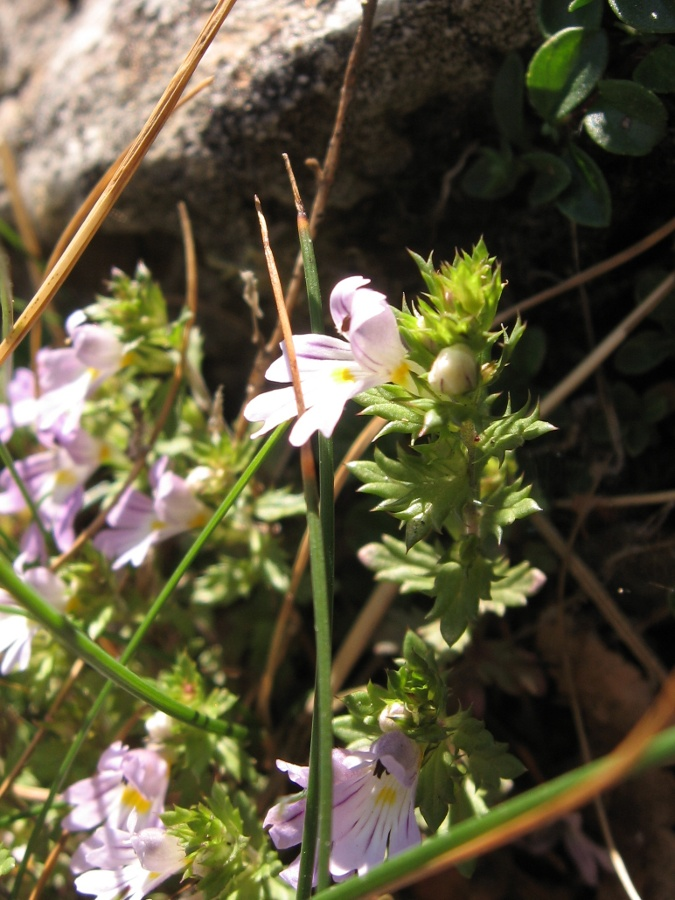
Euphrasia liburnica

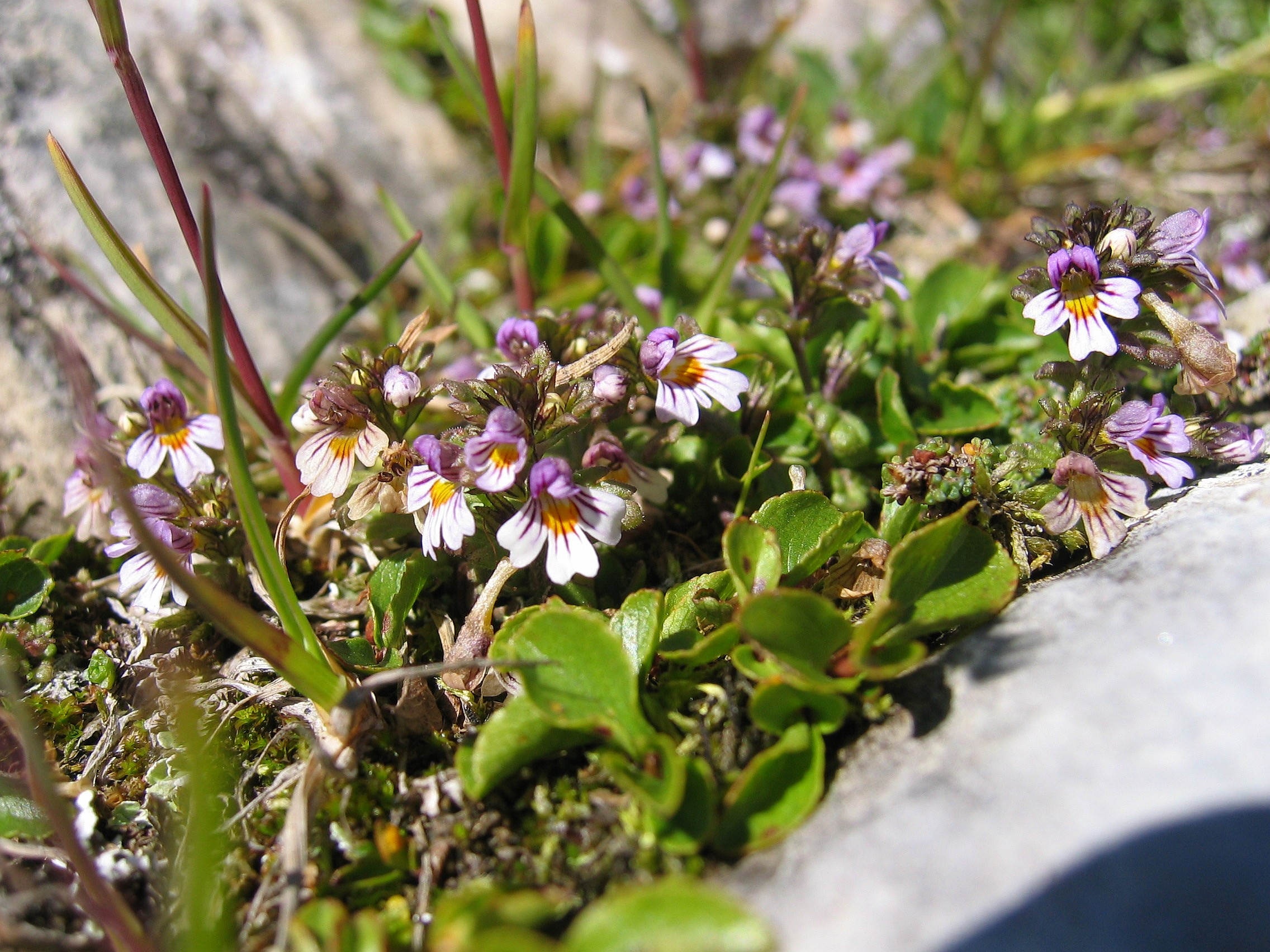
Zwerg-Augentrost (Euphrasia minima)

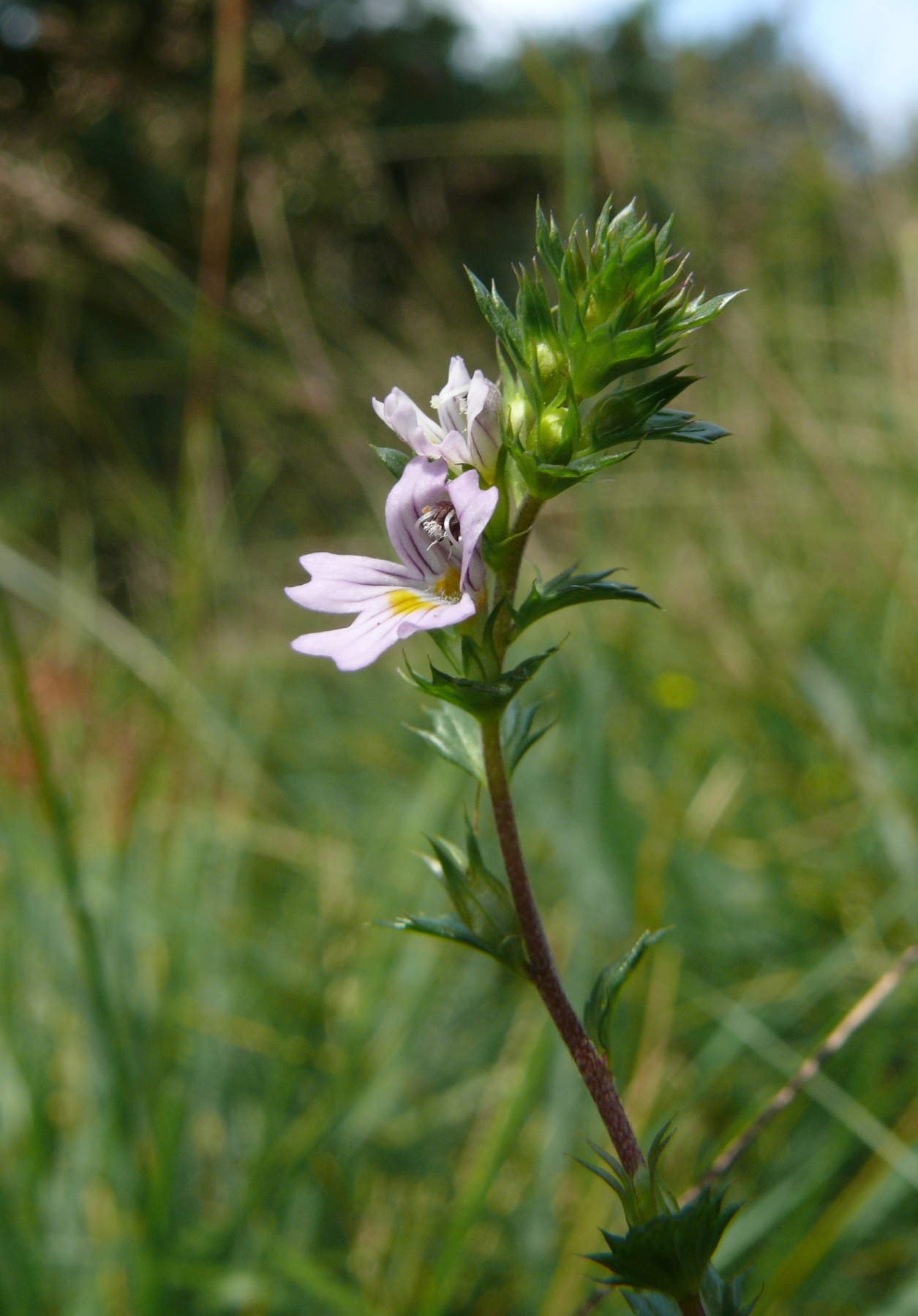
Steifer Augentrost (Euphrasia stricta)

Die Gattung Euphrasia wurde durch Carl von Linné aufgestellt. Der botanische Gattungsname Euphrasia ist vom griechischen Wort ευφρασία, euphrasía (von euphraínein, „erfreuen“, für „Freude, Frohsinn, Wohlbefinden“, bezogen wohl auf eine erfreuliche Wirkung bei Augenleiden) abgeleitet. Synonyme für Euphrasia L. sind: Anagosperma Wettst., Siphonidium J.B.Armstr.
Da die unterschiedlichen Sippen sehr leicht untereinander Hybriden bilden, ist eine Bestimmung der Arten und die Systematik dieser Gattung schwierig. Je nach Florenwerk und Autor sind daher unterschiedliche Einteilungen in Arten und Unterarten anzutreffen. Die Systematik der Gattung Euphrasia wird kontrovers diskutiert.
Die (mehr als 170 bis) über 350 Arten sind fast weltweit verbreitet, mit einem Schwerpunkt auf der Nordhalbkugel.
Hier eine kleine Auswahl an Arten:
- Euphrasia amurensis Freyn: Sie ist in Russlands Fernem Osten und in den chinesischen Provinzen nordwestliches Heilongjiang sowie nördliches Nei Mongol verbreitet.[1]
- Arktischer Augentrost (Euphrasia arctica Lange ex Rostr.)
- Euphrasia arguta R.Br.: Sie kommt in Australien vor.
- Euphrasia brevilabris Y.F.Wang, Y.S.Lian & G.Z.Du: Sie gedeiht in Höhenlagen von 2900 bis 3200 Metern nur in der chinesischen Provinz Gansu.[1]
- Blauer Augentrost (Euphrasia caerulea Tausch)
- Euphrasia collina R.Br.: Sie kommt in 15 Unterarten in den australischen Bundesstaaten New South Wales, südöstliches Queensland, South Australia, Victoria, südliches Western Australia sowie Tasmanien vor.[3]
- Euphrasia cuneata G.Forst.: Sie wurde aus Neuseeland erstbeschrieben.
- Euphrasia disjuncta Fernald & Wiegand: Sie kommt im nördlichen Nordamerika in den kanadischen Bundesstaaten Yukon Territory, Neufundland und Labrador, Québec, Alberta und in den US-Bundesstaaten Alaska sowie Maine vor.[3]
- Euphrasia durietziana Ohwi: Dieser Endemit gedeiht in Höhenlagen von 2800 bis 3500 Metern in Taiwan nur in den Landkreisen Hualien und Yilan.[1]
- Nordischer Augentrost (Euphrasia frigida Pugsley)
- Zottiger Augentrost (Euphrasia hirtella Jord. ex Reut.): Er ist von Europa über Kasachstan, Russland, die Volksrepublik China und der Mongolei bis Korea verbreitet.[1]
- Euphrasia insignis Wettstein: Sie wurde aus Japan erstbeschrieben.
- Euphrasia jaeschkei Wettstein: Sie ist in Indien, Pakistan, Nepal und im tibetischen Kreis Gyirong verbreitet.[1]
- Euphrasia lasianthera W.R.Barker: Sie kommt in Australien vor.
- Euphrasia liburnica Wettstein: Sie kommt in Italien, Slowenien, Kroatien, Albanien, Griechenland, Bulgarien, Rumänien und in der Ukraine vor.[4]
- Euphrasia matsudae Yamamoto: Sie gedeiht in Höhenlagen von 2000 bis 3000 Metern nur in Taiwan.[1]
- Schlanker Augentrost (Euphrasia micrantha Rchb.)
- Zwerg-Augentrost (Euphrasia minima Jacq. ex DC.)
- Euphrasia nankotaizanensis Yamamoto: Dieser Endemit gedeiht in Höhenlagen von 2800 bis 3600 Metern in Taiwan nur in den Landkreisen Yilan und Taitung.[1]
- Hain-Augentrost (Euphrasia nemorosa (Pers.) Wallr.)
- Großer oder Gemeiner Augentrost (Euphrasia officinalis L. oder Euphrasia rostkoviana Hayne jeweils in weiterem Sinn): Er ist in Europa und in der nordöstlichen Türkei sowie in Georgien weitverbreitet.[3]
  - Kerners Augentrost (Euphrasia officinalis subsp. kerneri (Wettst.) Eb. Fisch.)
  - Bunter Augentrost (Euphrasia officinalis subsp. picta (Wimm.) Oborný)
  - Wiesen-Augentrost oder Gemeiner Augentrost in engerem Sinn (Euphrasia officinalis subsp. rostkoviana (Hayne) F.Towns.)
- Euphrasia pectinata Tenore: Sie ist mit mehreren Unterarten in Europa und von Russlands Fernen Osten, der Mongolei und China bis Korea verbreitet.[1]
- Euphrasia pumilio Ohwi: Dieser Endemit gedeiht in Höhenlagen von 3100 bis 3800 Metern in Taiwan nur in Taichung und im Landkreis Nantou.[1]
- Euphrasia regelii Wettstein: Sie ist mit mehreren Unterarten in der Mongolei, in Kaschmir, Kasachstan, Kirgisistan, Russlands Fernen Osten, Tadschikistan, Usbekistan und China verbreitet.[1]
- Salzburger Augentrost (Euphrasia salisburgensis Funck ex Hoppe): Sie kommt in Spanien, Frankreich, Korsika, Großbritannien, Irland, Deutschland, in der Schweiz, in Österreich, in Polen, Tschechien, Schweden, Norwegen, Finnland, in der Slowakei, in Serbien, Slowenien, Kroatien, Albanien, Griechenland, Kreta, Bulgarien, Rumänien, in der Ukraine und in der Türkei vor.[4]
- Euphrasia schischkinii Sergievskaja: Sie kommt Russland sowie im nordwestlichen Xinjiang vor.[1]
- Steifer Augentrost (Euphrasia stricta J.P.Wolff ex J.F.Lehm.)
- Euphrasia subexserta Benth.: Sie kommt in den argentinischen Provinzen Mendoza, Neuquén sowie Río Negro und im zentralen Chile vor.[3]
- Euphrasia syreitschikovii Govoruchin ex Sergievskaja: Sie kommt Russland sowie im nordwestlichen Xinjiang vor.[1]
- Euphrasia tarokoana Ohwi: Dieser Endemit gedeiht in Höhenlagen von 1300 bis 2000 Metern in Taiwan nur im Landkreis Hualien.[1]
- Euphrasia transmorrisonensis Hayata: Sie gedeiht in der alpinen Höhenstufe zwischen 2600 und 3300 Metern nur auf Taiwan.[1]
- Euphrasia tricuspidata L., mit den Unterarten:
  - Krainer Augentrost (Euphrasia tricuspidata subsp. cuspidata (Host) Hartl, Syn.: Euphrasia cuspidata Host): Er kommt in Deutschland, Österreich, Italien und Slowenien vor.[4]
  - Euphrasia tricuspidata L. subsp. tricuspidata: Sie kommt in Deutschland, Italien und Kroatien vor.[4]

## Bilder

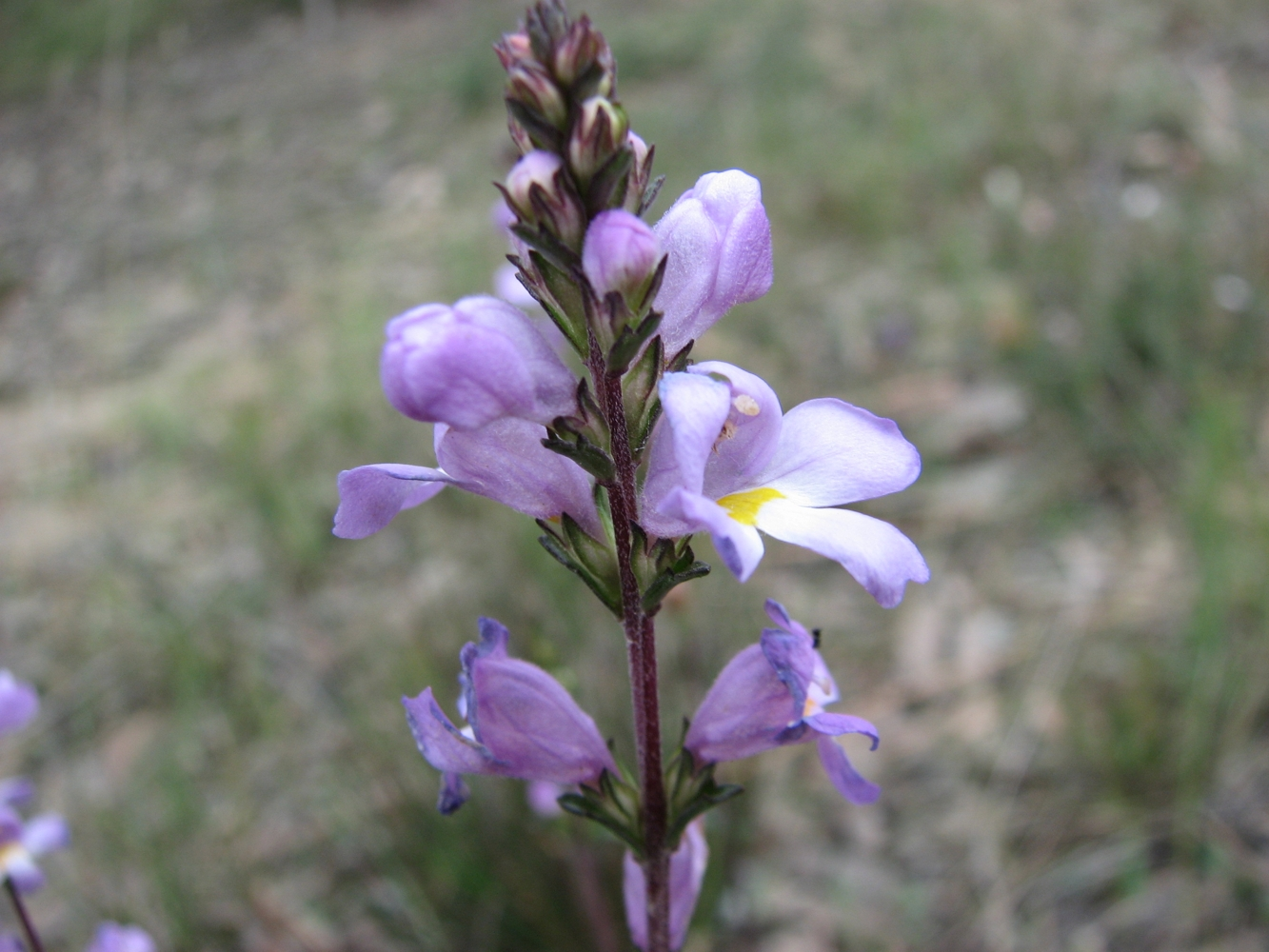
Euphrasia collina
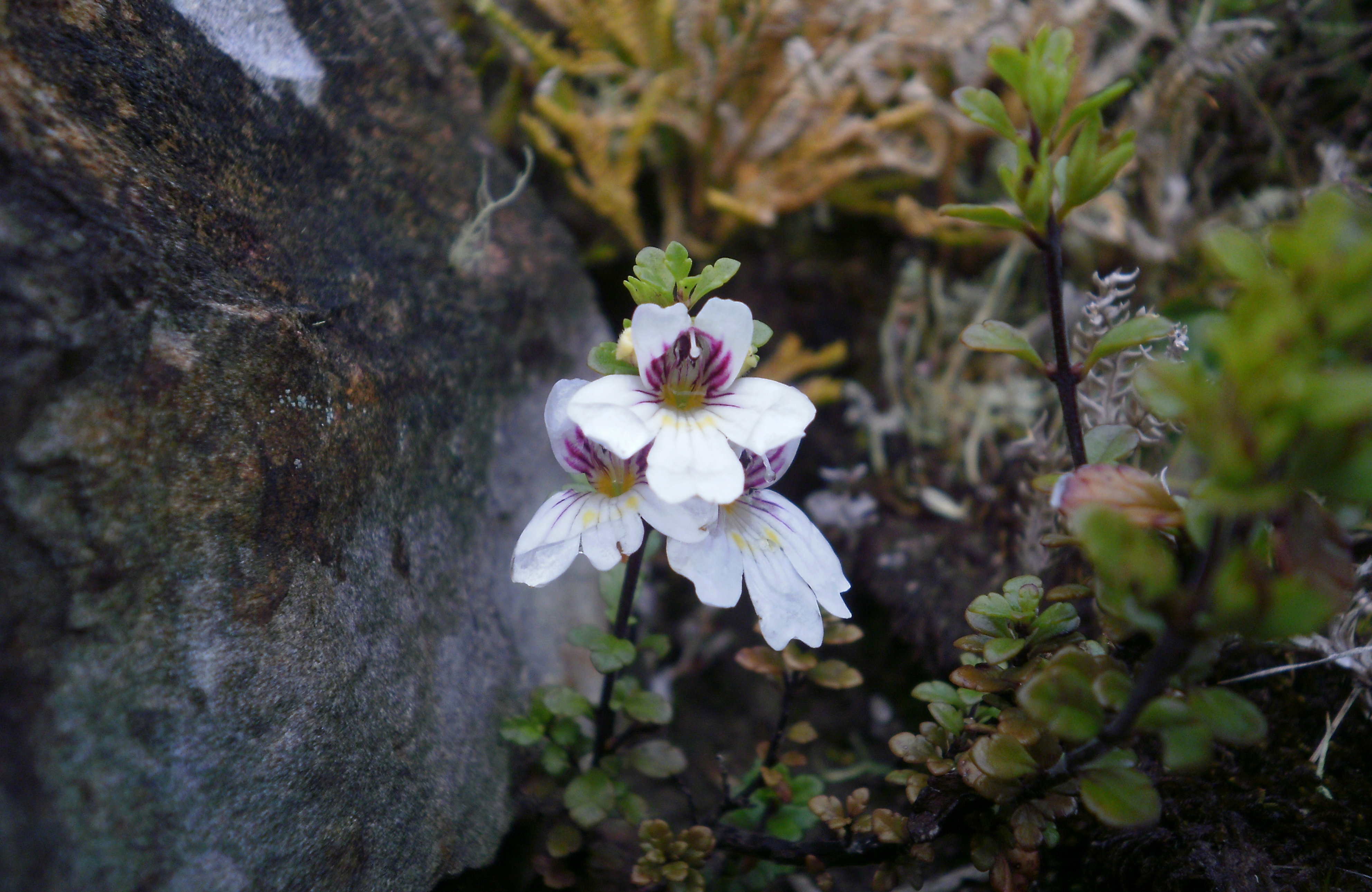
Euphrasia cuneata
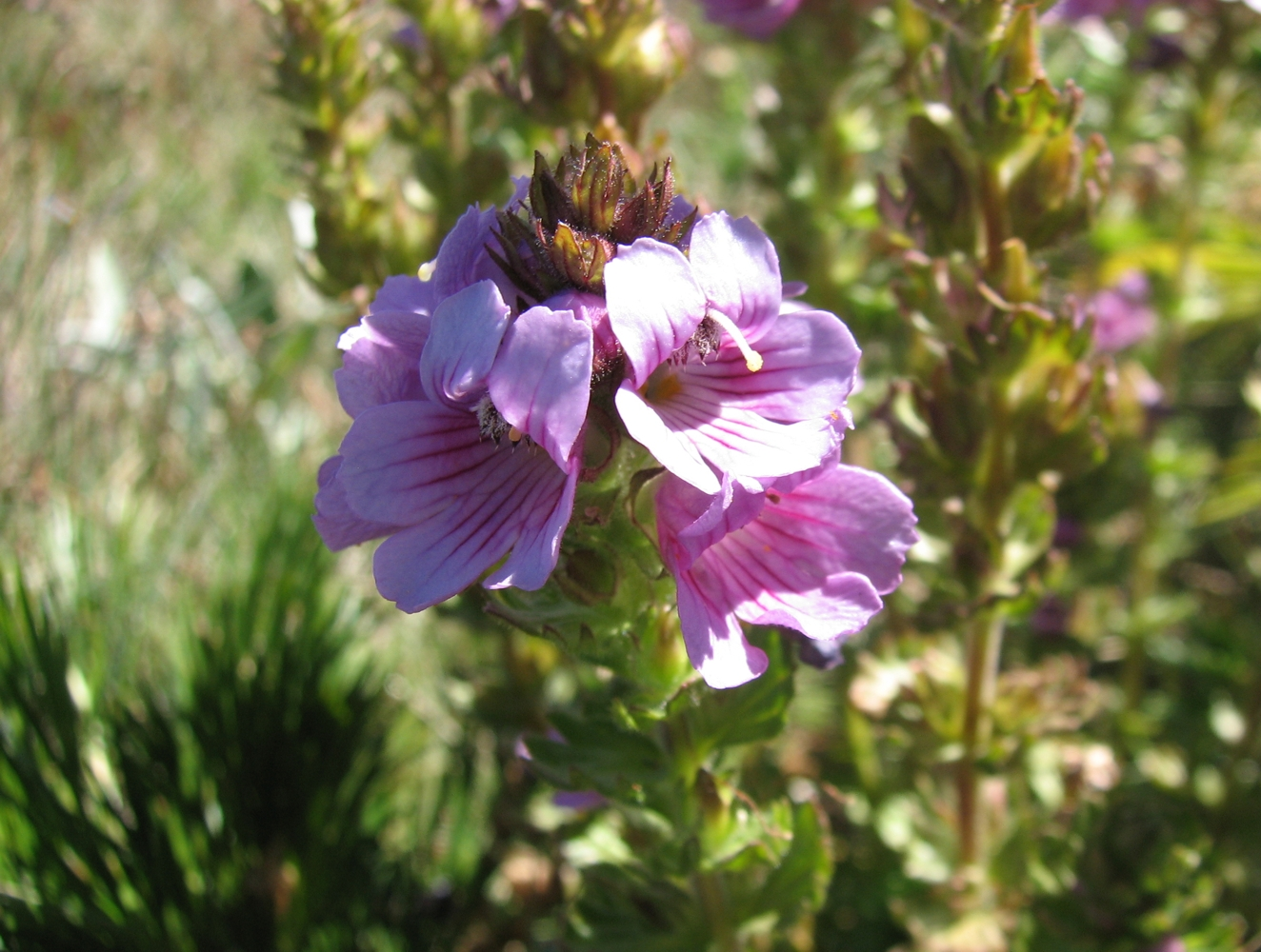
Euphrasia lasianthera
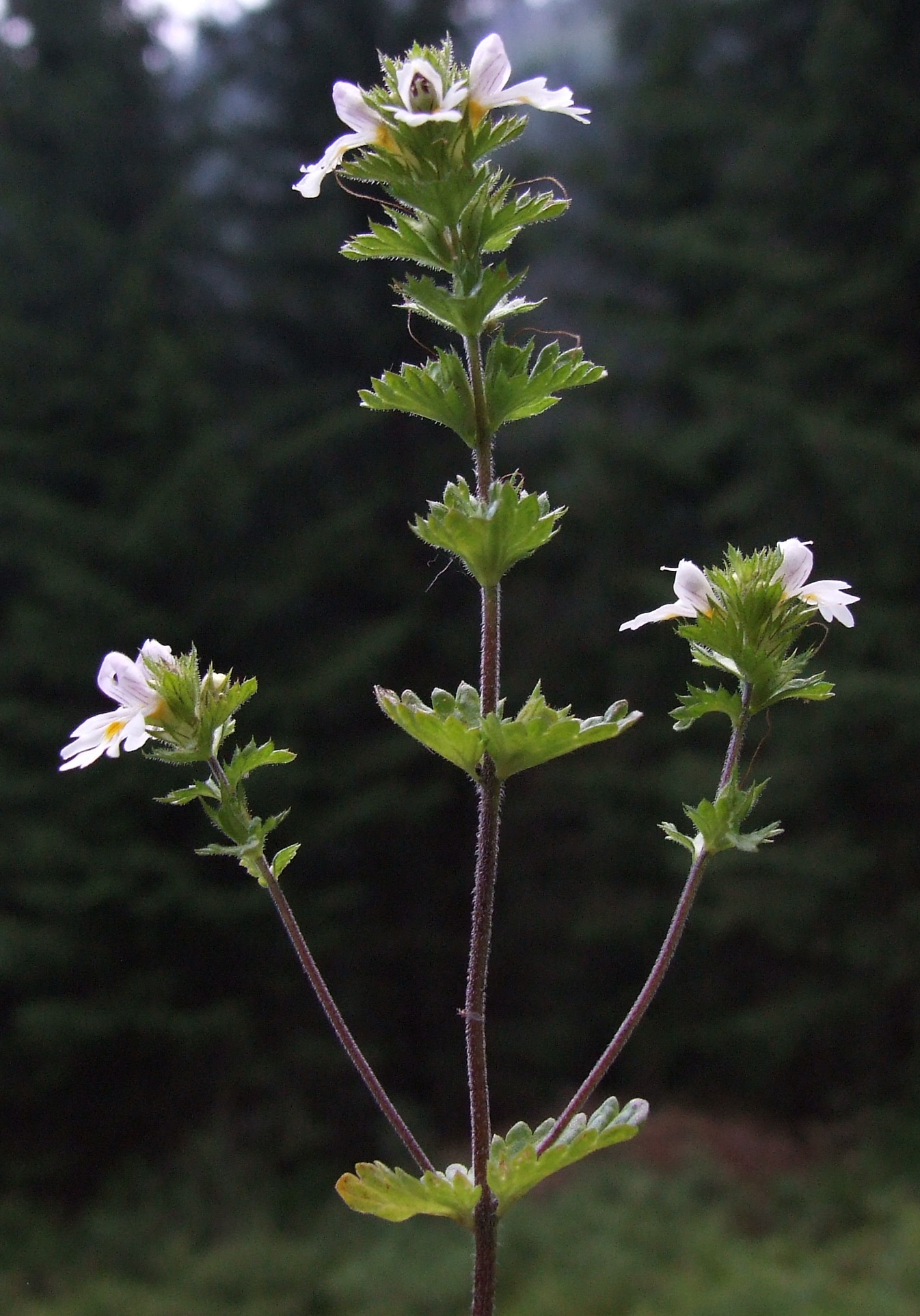
Euphrasia minima subsp. tatrae

## Verwendung in der Heilkunde
Der Gemeine Augentrost (Euphrasia officinalis) wurde früher volksmedizinisch und wird heute noch in der Alternativmedizin verwendet.

## Artenschutz
1997 wurden 46 Augentrostarten in die Rote Liste weltweit gefährdeter Pflanzenarten der IUCN aufgenommen. Davon gilt Euphrasia omiensis (Syn: Euphrasia insignis var. omiensis) (aus Japan) als vermutlich ausgestorben. Euphrasia arguta (aus Australien) galt seit 1904 als verschollen und wurde im Juli 2008 im Nundle Stateforest in New South Wales wiederentdeckt. Viele Staaten melden ihre Arten nicht an diese Liste der IUCN, deshalb ist diese Liste unvollständig und es gibt ja auch neuere als 1997.